# František Sokol
František Sokol (Tišnov, 1939. február 5. – Ostrava, 2011. október 11.) olimpiai bronzérmes csehszlovák válogatott cseh röplabdázó.

## Pályafutása
Az 1968-as mexikóvárosi olimpián bronzérmet szerzett válogatott tagja volt. Nyolc mérkőzésen szerepelt a tornán.

## Sikerei, díjai
- Olimpiai játékok
  - bronzérmes: 1968, Mexikóváros